# Mecanica Ceahlău
Mecanica Ceahlău este o companie producătoare de utilaje agricole din Piatra Neamț.
SIF Moldova deține 55,2% din capitalul Mecanica Ceahlău, iar fondul de investiții Eastern Eagle deține 21,5% din acțiuni.
Număr de angajați în 2011: 195 
Cifra de afaceri:
- 2011: 7,4 milioane euro[4]
- 2007: 37,3 milioane lei (11,1 milioane euro)[1]
- 2006: 29,9 milioane lei[1]

Profit net:
- 2011: 1,7 milioane euro[4]
- 2007: 1,9 milioane lei (577.000 euro)[1]
- 2006: 2,9 milioane de lei[1]